# Ахмад ан-Насір Лідініллах
Абу́ль-Абба́с А́хмад ан-Насір Лідінілла́х (1158—1225) — багдадський халіф (1180—1225) з династії Аббасидів. Останній значний правитель з халіфів Багдада.

## Особистість
Халіф ан-Насір вражав своїх ворогів енергією, з якою він, не зупиняючись ні перед якими засобами, вів боротьбу з ними, а своїх підданих — обізнаністю про все, що робилося в його володіннях. До нього, мабуть, відносилися спочатку ті розповіді про нічні прогулянки переодягненого халіфа, які згодом були перенесені на Гарун ар-Рашида. Енергія і винахідливість, проявлені ним при вишукуванні нових статей доходу, не збільшували його популярності. Ібн аль-Асір у своїй історії навіть змушує самого Насіра пишатися тим, що при ньому не було нікого, хто б не лаяв халіфа, крім нього самого. З приводу домагань халіфа цікава розповідь сучасника про те, як ан-Насір, ймовірно під впливом боротьби з хорезмійцями, нагородив Конійського султана Кей-Хосрова «султанством над світом і начальством над нащадками Адама». У відповідь на промову посла халіфа султан нібито обмежився приведенням слів Корану (III, 25): «Скажи:" боже, володар царства! Ти доставляєш царство, кому хочеш, і відбираєш царство, у кого хочеш "». У багдадському напису 618 р х. / 1221-1222 рр. ан-Насір називає себе «імамом, коритися якому наказано всім людям».

## Угода зісмаїлітами
Ан-Насром були офіційно визнані права перських ісмаїлітів-нізаритів на займані ним в Кухистані території, чому сприяла політика зближення з сунітами, що проводилася нізаритським імамом Джалал ад-Діном Хасаном (1210-1221). У 1213 році Джалал ад-Дін особисто повів свою армію на з'єднання з атабеком Музаффар ад-Діном Узбеком, одним з головних союзників ан-Насіра. На знак визнання ролі нізаритів в боротьбі Узбека зі своїм бунтівним воєначальником імаму були даровані міста Абхар і Зенджан з околицями.

## Боротьба зсельджуками
До середини XII століття володіння халіфату обмежувалися областями басейну Тигру і Євфрату від Тікріта до гирла Шатт-ель-Араба і від Куфи до Хульвана, іноді включаючи Хузестан. Попри настільки незначні розміри області, де халіф правив, за висловом Ібн аль-Ассіра «без султана», саме існування такої області не могло не заподіяти деякого збитку престижу світської влади. Сельджуцькі султани вимагали від халіфів, щоб в Багдаді в хутбі згадувалося їх ім'я; халіфи наполегливо їм у цьому відмовляли. Високий диван, як називався багдадський уряд, також оголошував себе джерелом влади султанів; від султанів вимагали, щоб вони надавали виняткову шану не тільки халіфу, але і його візиру.
Спроби ан-Насіра розширити своє невелике володіння призвели до зіткнення між ним і сельджуцьким урядом. Атабек-Ільдегізід Джехан-Пехлеван переконував султана Тогрула III (1176-1194) відняти у халіфа світську владу. За словами сучасника цих подій Равенді, прихильники султана і Атабека говорили серед народу: «Якщо халіф — імам, то його постійним заняттям має бути вчинення намазу, оскільки намаз — основа віри й найкраще зі справ; першість у цьому відношенні та те, що він служить прикладом для народу, для нього достатньо. Це справжнє царювання; втручання халіфа у справи тимчасового царювання не має сенсу; їх треба доручити султанам ».
У 1187 році султан Тогрул відправив у Багдад посла з проханням про відновлення в місті старого сельджуцького палацу. У відповідь ан-Насір зрівняв залишки палацу із землею і вислав п'ятнадцятитисячну армію під командуванням візира Джалал ад-Діна Убейдаллаха ібн Юнуса для підтримки Атабека Кизил-Арслана, який боровся з султаном. Тогрул розбив у 1188 році халіфську армію при Дай-Марджі поблизу Хамадана і зайняв це місто. Кизил-Арслану вдалося витіснити Тогрула в регіон Урмія, і хоча султан намагався отримати допомогу від Айюбідів Салах ад-Діна і навіть відправив до Багдада як заручника одного зі своїх молодших синів, в 1190 році він був змушений здатися Кизил-Арслану і був ув'язнений із сином Мелик-шахом в замку поблизу Тебріза.
Тепер Кизил-Арслан сам претендував на султанат, але раптово загинув від руки вбивці. Звільнений після дворічного ув'язнення Тогрул розбив синів Джехана-Пехлевана, однак покликаний вдовою Атабека хорезмшах Ала ад-Дін Текеш відняв у султана Рей. Текешу, який боровся за владу зі своїм братом Султан-шахом, довелося відійти в Хорезм, і 1193 року Тогрул вибив хорезмійський гарнізон з Рея. На наступний рік вже сам ан-Насір звернувся за допомогою до Хорезмшахів. 19 березня 1194 Тогрул був розбитий Текешем біля Рея і поліг у битві; його голова була відправлена в Багдад.

## Боротьба з хорезмшахами
Уряд халіфа незабаром переконався, що хорезмшахи будуть для нього такими ж небезпечними супротивниками, якими були сельджуцькі султани. Хорезмшах Текеш пред'явив халіфу ті ж вимоги, що і переможений ним Тогрул. Син і наступник Текеша Мухаммед  в 1217 році зробив спробу здійснити свої домагання зі зброєю в руках. Спроба скінчилася для султана невдачею, але, ймовірно, була б повторена, якби держава Мухаммеда не піддалася в цей час розгрому з боку монголів. Важко сказати, на чиєму боці під час цієї боротьби була громадська думка. Якщо військові загони Текеша і Мухаммеда дратували населення своїми грабежами, то і халіф ан-Насір не користувався популярністю.